# 김송희 (골프 선수)
김송희(1988년 7월 16일~)는 대한민국의 골프 선수이다.